# Grifo
Grifo (omstreeks 726 - Saint-Jean-de-Maurienne, 753) was een zoon van Karel Martel en zijn tweede vrouw Swanahilde.

## Biografie
Na Rotrudes dood in 725 hertrouwde Karel Martel met de Beierse Swanahilde, die hem een zoon schonk, Grifo. Karel had haar beloofd hem een deel van zijn rijk te zullen nalaten, maar Carloman stopte zijn halfbroer Grifo in de gevangenis en sloot diens moeder op in een klooster. Toen Carloman zich in een klooster terugtrok, gaf Pepijn zijn halfbroer Grifo de vrijheid. Deze vluchtte over Saksen naar Beieren, waar men hem erkende als hertog. Pepijn benoemde een andere hertog en bood Grifo een graafschap in Neustrië aan. Grifo vertrouwde de zaak niet en vluchtte naar Italië. Toen hij de Alpen overstak, konden Pepijns mannen hem grijpen en doodden zij hem.
- Gemeinsame Normdatei: 133689131
- Virtual International Authority File: 6129814